# Trinitaria (videojuego)
Trinitaria es un videojuego de aventura desarrollado y publicado por el Instituto Tecnológico de las Américas (ITLA) para Microsoft Windows en 2008.

## Sinopsis
Un personaje viaja al siglo diecinueve, época de la fundación de la sociedad secreta La Trinitaria,  y vive una aventura interactiva con los personajes de ese tiempo.

## Jugabilidad
Es un juego de aventura en tercera persona de mundo abierto en que el personaje del jugador tiene diferentes objetivos y puede interactuar con personajes en la ciudad de Santo Domingo del siglo XIX.

## Desarrollo
El videojuego se desarrolló aproximadamente en seis meses. ITLA presentó el videojuego en Hard Rock Café de Santo Domingo donde los presentes disfrutaron de una muestra del videojuego inaugurado, el cual, a su vez, tiene la disposición de ser gratuito. El juego es conocido como "el primer videojuego educativo de la República Dominicana".

"Se trata de un juego hecho por dominicanos y para dominicanos, con la  fiel expectativa de que esta primera fase resulte exitosa y sirva de base para el desarrollo de la industria del videojuego en República Dominicana".
Marcos Marmolejos, coordinador del proyecto

El juego se podía descargar desde la página web del ITLA que actualmente se encuentra completamente caído y ya no se puede conseguir de ninguna forma.